# Paolo Camerini
Paolo Camerini (Padova, 29 luglio 1868 – Piazzola sul Brenta, 18 novembre 1937) è stato un politico e bibliografo italiano.

## Biografia

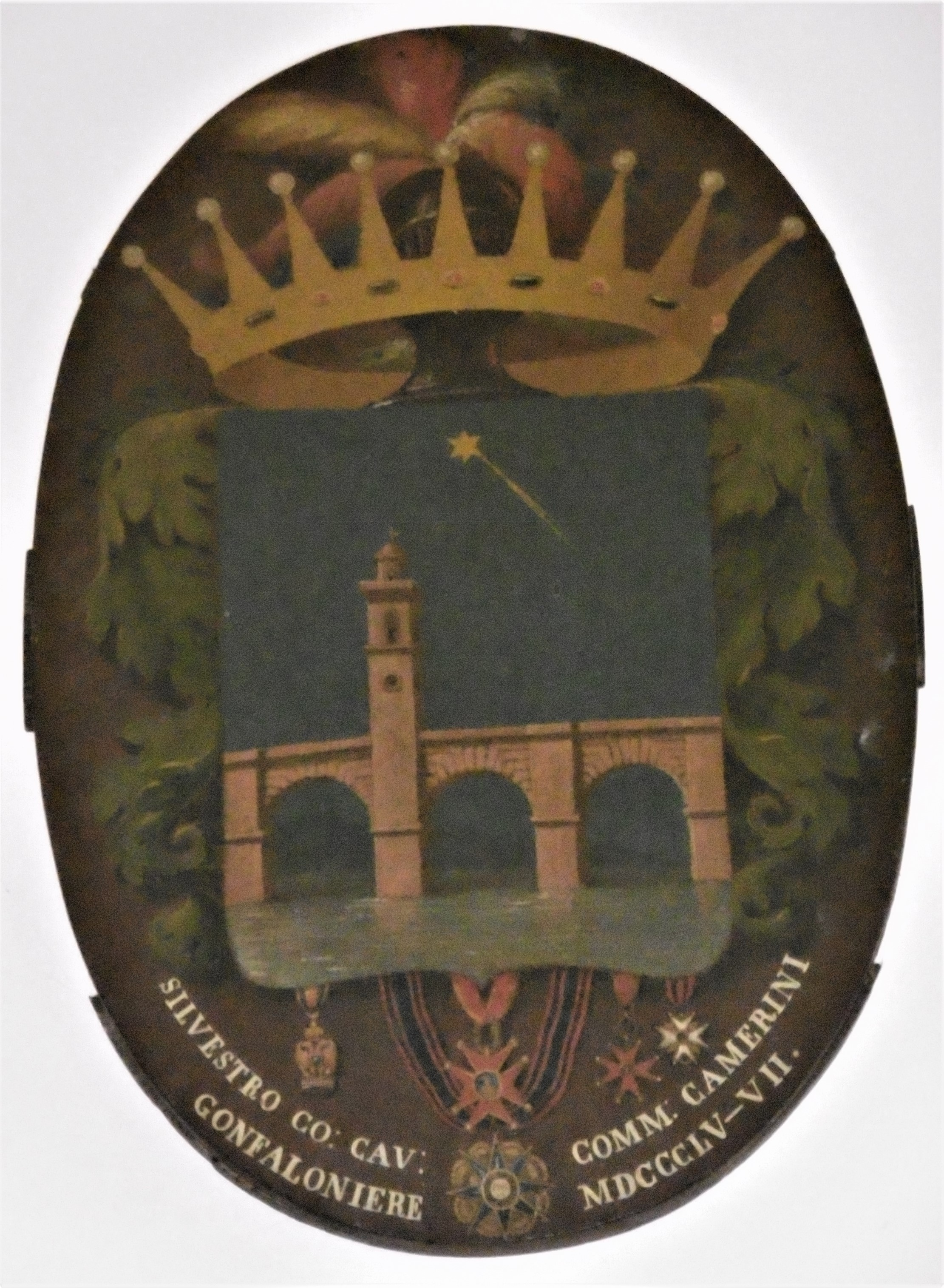
Stemma del Conte Cav. Comm. Silvestro Camerini

Paolo era figlio di Luigi Camerini e Fanny Fava. Suo padre Luigi era figlio d'un fratello dell'analfabeta e milionario Silvestro Camerini, morto quasi novantenne a Padova nel 1866, dopo aver acquistato, tra le moltissime proprietà, nel 1852 dai nobili Carrer-Giovanelli, eredi dei Contarini, anche la villa di Piazzola sul Brenta. 
Paolo rimase orfano di padre a 16 anni; a 21 ereditò il titolo di conte e parte della vasta fortuna dei Camerini, consistente in 100.000 ettari di terreni, distribuiti tra il Polesine e Bassano del Grappa (i beni in Emilia-Romagna erano passati all'altro nipote di Silvestro, Giovanni Camerini). Si laureò in legge nel 1891, con una tesi intitolata I doveri del ricco proprietario di fronte alla ricchezza nazionale e ai lavoratori del suolo.
A Piazzola sul Brenta, attorno a villa Contarini (la quale fu oggetto di ampie opere di miglioramento e di lavori conclusi nel 1926, con la "sala delle conchiglie") creò il polo industriale più vasto della provincia di Padova, con stabilimenti tessili, fornaci, fabbriche di concimi, centrali elettriche. Vengono anche ampliate le redditizie cave di ghiaia sul Brenta.
Nel 1902 fu creato cavaliere del lavoro e nel 1903 fu eletto deputato per il collegio di Monselice-Este. Camerini era un liberale, sostenitore dell'istruzione primaria gratuita, del suffragio universale e dell'imposta progressiva. Fu rieletto ininterrottamente fino al 1913. Interventista già all'epoca della guerra di Libia, sostenne la partecipazione italiana alla prima guerra mondiale.
La crisi post-bellica portò alla vendita di buona parte dei terreni di proprietà della famiglia e a ristrutturazioni o alienazioni di diverse attività. Fu comunque ampliata fino a Carmignano la ferrovia da lui voluta e già inaugurata nel 1911 nel tratto Padova-Piazzola. Viene anche costruito su sua iniziativa il ponte sul Brenta tra Piazzola e Campo San Martino.
Camerini arrivato alla cinquantina si dedicò maggiormente all'arte e agli studi di storia locale e di bibliografia. Compilò gli Annali dei Giunti (di Venezia), che furono pubblicati postumi. Pur non prendendo parte al nuovo regime fascista, venne nominato, nel 1925, duca (titolo già del prozio Silvestro, per concessione pontificia del 1866, e che era passato ad altro ramo della famiglia Camerini insieme al Palazzo familiare di Ferrara e ai beni in Emilia-Romagna). Abbandonò quindi gli affari a seguito della crisi del 1929, che sgretolò definitivamente il patrimonio della famiglia.
Fu famoso come bibliografo formando nella sua villa di Piazzola una notevole biblioteca di 40.000 volumi con preziosi esemplari del Cinquecento.

## Opere
- Piazzola, Padova, Società Cooperativa Tipografica, 1902 (primo saggio).
- Piazzola, Milano, Alfieri & Lacroix, 1925.
- Piazzola nella sua storia e nell'arte musicale del secolo XVII, 2ª ed., Milano, U. Hoepli, 1929.
- Annali dei Giunti, 2 voll., Firenze, Sansoni Antiquariato, 1962-63 («Biblioteca Bibliografica Italica», 26, 28).